# Bundesstraße 43
Bundesstraße 43 (em português: Auto-estrada 43) é uma via de transporte da Alemanha que vai de Wiesbaden a Hanau.